# Molippa basinoides
Molippa basinoides är en fjärilsart som beskrevs av Eugène Louis Bouvier 1926. Molippa basinoides ingår i släktet Molippa och familjen påfågelsspinnare. Inga underarter finns listade i Catalogue of Life.